# Rotax 912
Rotax 912 — сімейство чотиритактних чотирициліндрових горизонтально-опозитних поршневих авіаційних двигунів внутрішнього згоряння. Виробник, власник торгової марки - Rotax
Сімейство Rotax 912 бере свій старт в 1989 році як двигун для надлегких літаків і мотопланерів. З початками буму на БПЛА двигуни такого класу з нішевих швидко стають популярними для створення дронів. Хоча двигун досі може застосовуватися в мотопланерах, але виробник знімає з себе будь-яку відповідальність за безпеку приземлення і забороняє виконувати з двигуном елементи вищого пілотажу в літальних засобах, бо поточні вимоги надійності більше адаптовані під безпілотні системи, де допустимі більш високі ризики експлуатації.
Rotax 912 у його форсованій версії Rotax 914 використовується в таких дронах як турецький Байрактар ТБ2 та іранський Shahed 129.

## Історія
Rotax 912 був розроблений 1989 для використання в надлегких літаках і мотопланерах
Оригінальний двигун 912 UL мав потужність 80 к.с. (60 кВт).
Двигун відрізняється від авіаційних двигунів попереднього покоління (наприклад, Lycoming O-235) тим, що він має циліндри повітряного охолодження з головками з більш ефективним охолодженням рідини. Модель 912 виявилася і економічніша, і легша, ніж порівняні старіші двигуни (наприклад, Continental O-200), і спочатку в неї був більш короткий міжремонтний період (TBO). Спочатку міжремонтний період був уже дуже хорошим як 600 годин і після вдосконалень зріс до 1200 годин
У 1996 році з'явився варіант двигуна з турбонаддувом потужністю 115 к.с. (86 кВт) відомий як Rotax 914.
8 березня 2012 року компанія представила модифікацію Rotax 912 iS з потужністю 100 к.с. (75 кВт) з упорскуванням палива та електронним блоком керування двигуном. Міжремонтний період збільшився до 2000 годин.
1 квітня 2014 року компанія оголосила про вихід версії Rotax 912 iS Sport з більшою потужністю і крутним моментом і зниженою витратою палива.
У липні 2015 року оголошено про випуск ще однієї похідної моделі Rotax 915 iS потужністю 135 к.с. (101 кВт).

## Обмеження надійності
Що незвичайно для виробника невеликих сертифікованих авіаційних двигунів, Rotax публікує в посібнику користувача великі попередження про зняття з себе відповідальності за використання в апаратах, що пілотуються людьми. Це пов'язано з тим, що Rotax 912 більше орієнтується ринок БПЛА нині, де наслідки авіакатастрофи нижче.
Зокрема, пілотів попереджають, що двигун Rotax 912 не підходить для:
- використовувати у ситуаціях, коли безпечна посадка неможлива
- використання у малих вертольотах
- нічний політ (якщо двигун не обладнаний резервним джерелом живлення)
- заборона на вищий пілотаж

У посібнику йдеться, що Rotax не дає жодних гарантій того, що:
- двигун підходить для використання на вашому літаку, навіть якщо двигун відповідає формально йому за технічними характеристиками
- двигун може заклинити або заглухнути в будь-який момент, що може призвести до аварійної посадки і в тому числі серйозних травм або смерті пілота.

## Технічні характеристики (для Rotax 912 UL/A/F)
Як зазначалося вище, двигун Rotax 912 має багато модифікацій, у тому числі форсованої потужності до 100 кВт. Нижче наведено характеристики наймасовішої моделі двигуна як Rotax 912 UL/A/F
- Тип: чотирициліндровий, чотиритактний двигун рідинного/повітряного охолодження з опозитними циліндрами
- Робочий об'єм : 1211,2 см 3 (73,91 дюйма 3)
- Довжина: 561 мм
- Ширина: 576 мм
- Суха маса : 60 кг

- Вихідна потужність: 59,6 кВт (79,9 к.с.) при 5800 об/хв.
- Питома потужність : 48,71 кВт/л
- Витрата палива: 15,0 л/год при 5000 об/хв (75 % потужності)
- Питома витрата палива : 285 г/(кВт · год) при 5500 об/хв (максимальна тривала потужність)
- Відношення потужності до ваги : 980 Вт/кг.

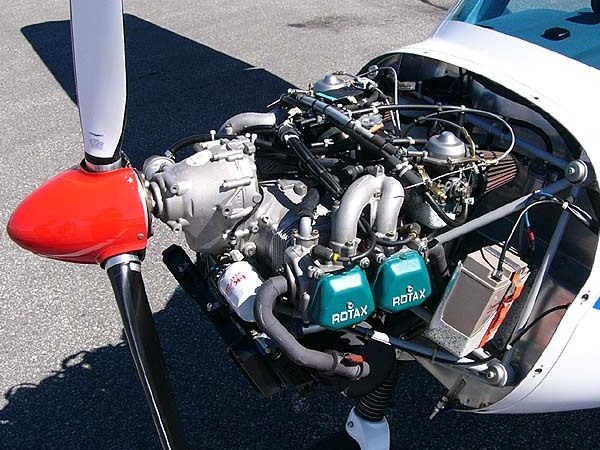
Двигун Rotax 912ULS (100 к. с.), встановлений на літаку 3Xtrim 3X55 Trener
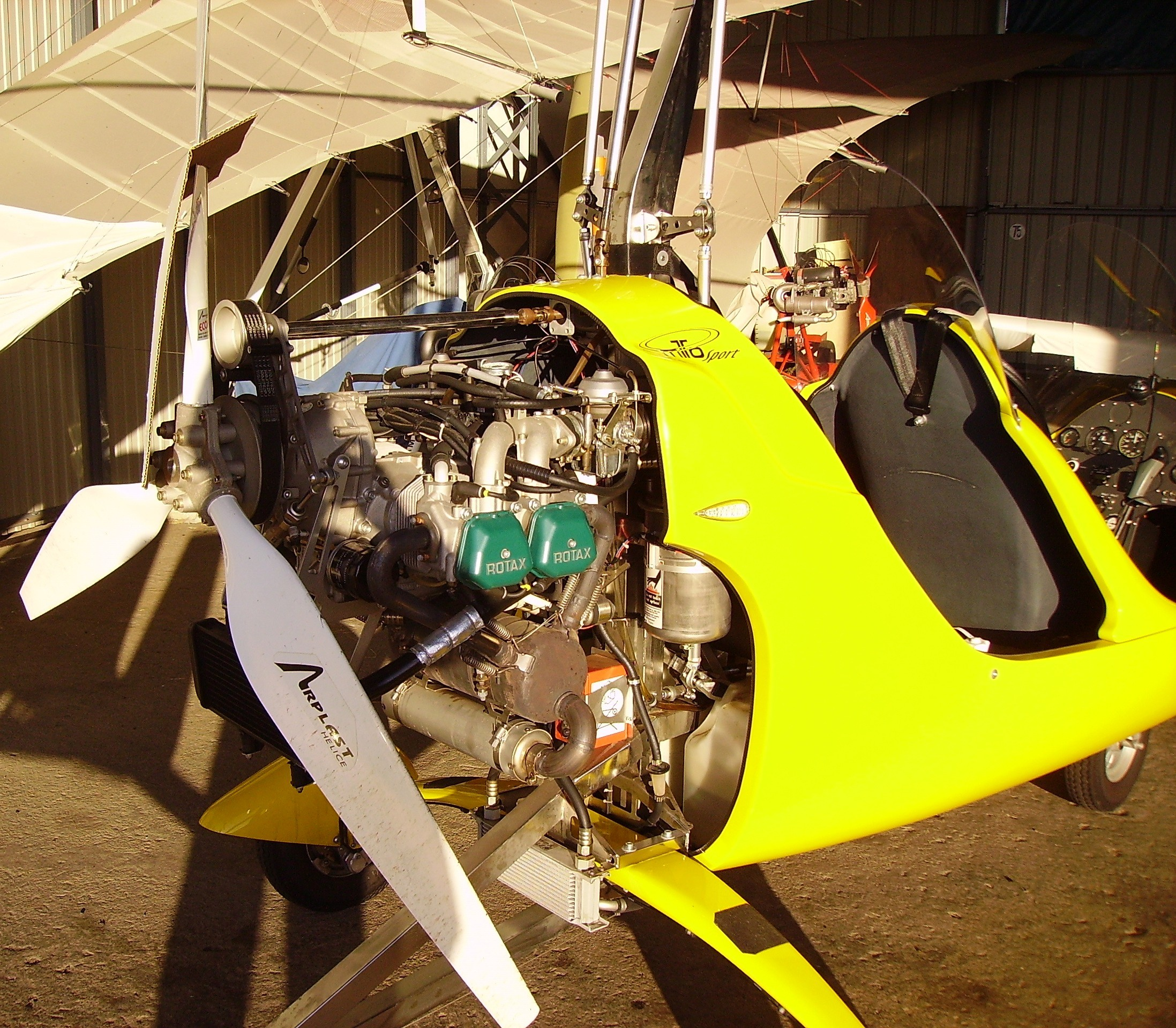
Rotax 912 ULS на автожирі AutoGyro MTOsport
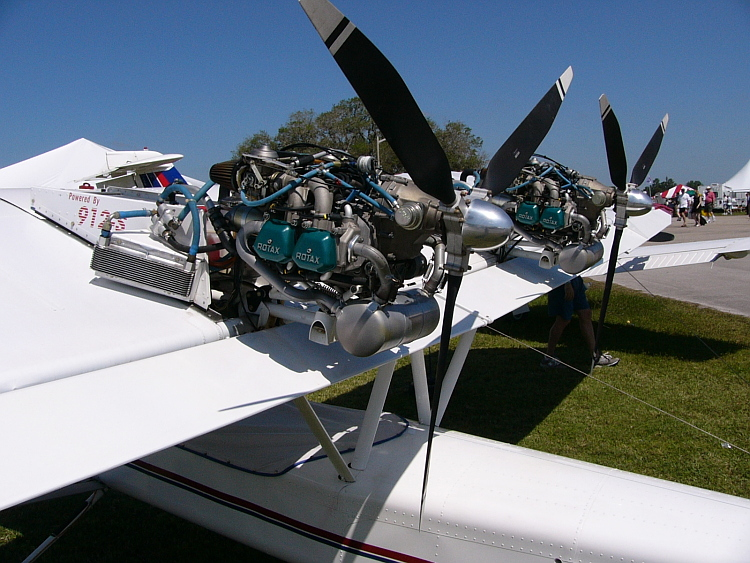
Rotax 912ULS на літаку Lockwood Aircam[en]
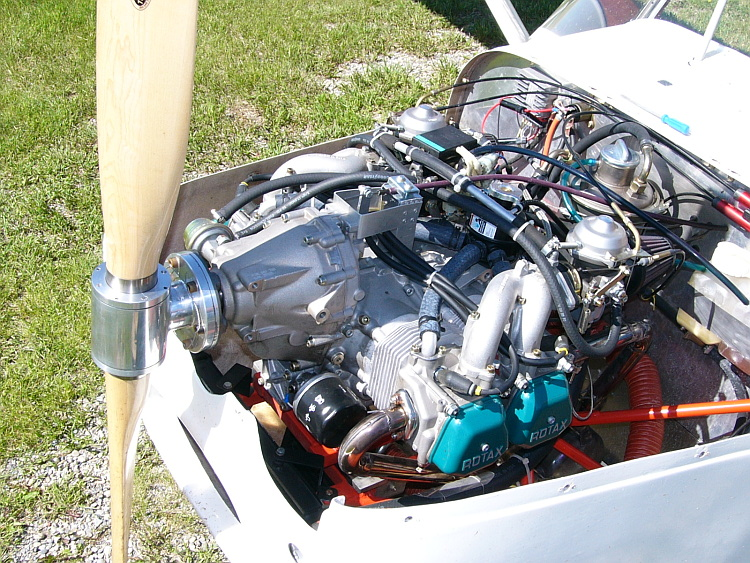
Rotax 912S на літаку Blue Yonder Merlin[en]
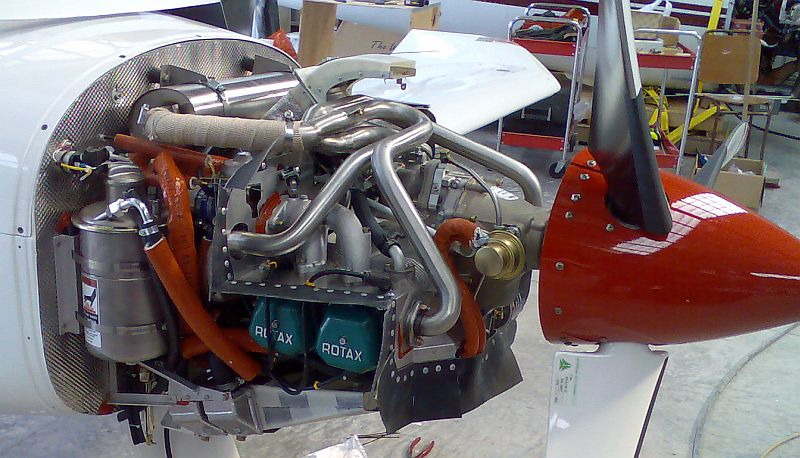
Вихлопні труби двигуна Rotax 912S на літаку Dyn'Aero MCR01[en]